# Cichla vazzoleri
Cichla vazzoleri är en fiskart som beskrevs av Kullander och Ferreira 2006. Cichla vazzoleri ingår i släktet Cichla och familjen Cichlidae. Inga underarter finns listade i Catalogue of Life.